# Rijeka-hamnens administrationsbyggnad
Rijeka-hamnens administrationsbyggnad (kroatiska: Upravna zgrada Luke Rijeka) är en byggnad och palats i Rijeka i Kroatien. Den kulturmärkta byggnaden uppfördes i slutet av 1800-talet i historicistisk arkitekturstil enligt ritningar av arkitekten Josip Hubert. Belägen vid en framträdande plats i Rijekas hamninlopp och vid Žabicatorgets omedelbara närhet utgör den en av stadens landmärken. Byggnaden ägs och brukas idag som administrationsbyggnad av Rijekas hamn. 

## Historik
Byggnaden invigdes år 1885 i dåvarande österrikisk-ungerska Fiume. Den uppfördes på platsen för den rivna hamnlagerbyggnaden nr. 1 på Zichy-piren. Byggnaden uppfördes på uppdrag av och nyttjades inledningsvis av den Kungliga marina administrationen under det ungerska styret. Uppdraget att uppföra byggnaden gavs bolaget Ambrosini-Conighi. Byggnadsarbetena inleddes i juni 1883 och i februari 1885 stod palatset färdigt.

## Arkitektur
Byggnadens fasad har dekorativa detaljer med stildrag från historicismen och nyrenässansen. Huvudentrén vetter mot piren och havet. Invändigt leder en trappa mot en mezzanin med stora rum. I mezzaninen fanns ursprungligen ett stort akvarium med havsvatten men år 1928 omvandlades akvariet till ett rum. Flera av byggnadens ursprungliga dekorationer, såsom en takbalustrad och andra detaljer, gick med tiden förlorade. Åren 2019–2020 renoverades byggnadens fasad.

### Fotnoter
1. 1 2 3 4 5 6 7 8 9 10 11 12  ”Administrative Building of the Port of Rijeka” (på engelska). Rijekas stad. https://rijekaheritage.org/en/kj/upravnazgradalukerijeka. Läst 14 april 2020.
2. 1 2 3 4  ”Traje obnova zgrade Lučke uprave: Palača Pomorske gubernije u lipnju će zasjati starim sjajem” (på kroatiska). Novi list. http://www.novilist.hr/Vijesti/Rijeka/Traje-obnova-zgrade-Lucke-uprave-Palaca-Pomorske-gubernije-u-lipnju-ce-zasjati-starim-sjajem?meta_refresh=true. Läst 15 april 2020.
3. ↑  ”KONAČNO OBNOVA – Velebna palača Luke, jedna od najljepših riječkih zgrada, zasjat će novim sjajem” (på kroatiska). Novi list. http://www.novilist.hr/Vijesti/Rijeka/KONACNO-OBNOVA-Velebna-palaca-Luke-jedna-od-najljepsih-rijeckih-zgrada-zasjat-ce-novim-sjajem. Läst 14 april 2020.